# Consonne fricative post-alvéolo-vélaire sourde
 (décembre 2023).
Si vous disposez d'ouvrages ou d'articles de référence ou si vous connaissez des sites web de qualité traitant du thème abordé ici, merci de compléter l'article en donnant les références utiles à sa vérifiabilité et en les liant à la section « Notes et références ».
 (décembre 2023).
La mise en forme du texte ne suit pas les recommandations de Wikipédia : il faut le « wikifier ».
Les points d'amélioration suivants sont les cas les plus fréquents. Le détail des points à revoir est peut-être précisé sur la page de discussion.
- Les titres sont pré-formatés par le logiciel. Ils ne sont ni en capitales, ni en gras.
- Le texte ne doit pas être écrit en capitales (les noms de famille non plus), ni en gras, ni en italique, ni en « petit »…
- Le gras n'est utilisé que pour surligner le titre de l'article dans l'introduction, une seule fois.
- L'italique est rarement utilisé : mots en langue étrangère, titres d'œuvres, noms de bateaux, etc.
- Les citations ne sont pas en italique mais en corps de texte normal. Elles sont entourées par des guillemets français : « et ».
- Les listes à puces sont à éviter, des paragraphes rédigés étant largement préférés. Les tableaux sont à réserver à la présentation de données structurées (résultats, etc.).
- Les appels de note de bas de page (petits chiffres en exposant, introduits par l'outil «  Source ») sont à placer entre la fin de phrase et le point final[comme ça].
- Les liens internes (vers d'autres articles de Wikipédia) sont à choisir avec parcimonie. Créez des liens vers des articles approfondissant le sujet. Les termes génériques sans rapport avec le sujet sont à éviter, ainsi que les répétitions de liens vers un même terme.
- Les liens externes sont à placer uniquement dans une section « Liens externes », à la fin de l'article. Ces liens sont à choisir avec parcimonie suivant les règles définies. Si un lien sert de source à l'article, son insertion dans le texte est à faire par les notes de bas de page.
- La présentation des références doit suivre les conventions bibliographiques. Il est recommandé d'utiliser les modèles {{Ouvrage}}, {{Chapitre}}, {{Article}}, {{Lien web}} et/ou {{Bibliographie}}. Le mode d'édition visuel peut mettre en forme automatiquement les références.
- Insérer une infobox (cadre d'informations à droite) n'est pas obligatoire pour parachever la mise en page.

Pour une aide détaillée, merci de consulter Aide:Wikification.
Si vous pensez que ces points ont été résolus, vous pouvez retirer ce bandeau et améliorer la mise en forme d'un autre article.
La consonne fricative post-alvéolo-vélaire sourde est un son consonantique relativement rare dans les langues parlées. Le symbole dans l’alphabet phonétique international est [ɧ]. Ce symbole représente la lettre latine H minuscule, avec la hampe terminée en crochet vers la droite et la jambe droite prolongée en crochet palatal (tourné vers la gauche).
Le symbole de l’API est décrit comme un [ʃ] et un [x] prononcés simultanément, une assertion contestée parmi les linguistes.

## Caractéristiques
Voici les caractéristiques de la consonne fricative post-alvéolo-vélaire sourde :
- Son mode d'articulation est fricatif, ce qui signifie qu’elle est produite en contractant l’air à travers une voie étroite au point d’articulation, causant de la turbulence.
- Son point d'articulation est post-alvéolo-vélaire, ce qui signifie qu'elle possède deux points d'articulation. Le premier est post-alvéolaire, ce qui signifie qu'elle est articulée au niveau de la jonction entre les alvéoles de la mâchoire supérieure et le palais dur et qu'elle est réalisée avec la pointe de la langue. Le deuxième point d'articulation est vélaire, ce qui signifie qu'elle est articulée au niveau de l'arrière du palais, dit palais « mou » ou voile du palais. Elle est réalisée par un bombement de la partie postérieure de la langue qui se rapproche du palais mou. Cette assertion est toutefois contestée.
- Sa phonation est sourde, ce qui signifie qu'elle est produite sans la vibration des cordes vocales.
- C'est une consonne orale, ce qui signifie que l'air ne s’échappe que par la bouche.
- C'est une consonne centrale, ce qui signifie qu’elle est produite en laissant l'air passer au-dessus du milieu de la langue, plutôt que par les côtés.
- Son mécanisme de courant d'air est égressif pulmonaire, ce qui signifie qu'elle est articulée en poussant l'air par les poumons et à travers le chenal vocatoire, plutôt que par la glotte ou la bouche.

## En français
Le français ne possède pas le [ɧ].

## Autres langues
La plupart des dialectes du suédois possèdent cette consonne, connu comme le « son sje ».
Son point d'articulation varie selon les dialectes et leurs descriptions varient selon les auteurs :
- coarticulé entre une vélaire et une post-alvéolaire, ce qui signifie qu'elle est prononcée simultanément avec l'arrière de la langue contre le palais « mou » (comme le [x]) et juste derrière les dents (comme le [ʃ]). Toutefois, les fricatives coarticulées sont très difficiles à prononcer et à reconnaître, faisant douter les linguistes de leur existence.
- coarticulé entre une palatale et une vélaire, ce qui signifie qu'elle est prononcée simultanément avec l'arrière de la langue et le palais « dur », habituellement avec les lèvres arrondies. Si les fricatives coarticulées sont difficiles à prononcer, il paraît encore plus douteux d'avoir deux articulations dans la région dorsale de la langue.
- Lindblad décrit une des deux variantes du /ɧ/ suédois comme une dento-labiale (articulé avec les dents de la mâchoire inférieure contre les lèvres supérieures) avec une vélarisation simultanée. Cela pourrait être transcrit en [f͆ˠʷ], ressemblant à un [ʍ] prononcé dans certaines variétés de l'anglais américain.
- Lindblad décrit la deuxième variante comme une vélaire. La différence avec le [x] n'est pas claire, mais le son pourrait avoir moins de friction ([x̞]) ou être articulé plus en avant ([x̟]), ou les deux.
- Un nombre d'intermédiaire possibles entre les extrêmes.
- D'autres articulations ont été décrites, sans une réelle standardisation.